# Holostylis helleri
Holostylis helleri är en kräftdjursart som först beskrevs av John Todd Zimmer 1907.  Holostylis helleri ingår i släktet Holostylis och familjen Diastylidae. Inga underarter finns listade i Catalogue of Life.